# Abdi Nageeye
Abdi Nageeye   (Mogadiscio, Somàlia, 2 de març de 1989) és un atleta somalí, nacionalitzat neerlandès, especialitzat en les proves de llarga distància. Ha participat en 2 Olimpíades, guanyant la medalla de plata en la prova de Marató dels Jocs Olímpics de Tòquio 2020. Actualment, ostenta el rècord nacional dels Països Baixos de 10Km, mitja marató i marató.

## Marques personals
| Disciplina    | Marca    | Seu       | Data               |
| ------------- | -------- | --------- | ------------------ |
| 5.000 metres  | 13:38.86 | Oordegem  | 26 de maig de 2012 |
| 10.000 metres | 28:21.29 | Eugene    | 31 de maig de 2013 |
| Marató        | 2:04:56  | Rotterdam | 10 d'abril de 2022 |

## Trajectòria professional
| Jocs Olímpics      | Jocs Olímpics  | Jocs Olímpics | Jocs Olímpics |
| Any                | Seu            | Posició       | Prova         |
| ------------------ | -------------- | ------------- | ------------- |
| 2016               | Rio de Janeiro | 11a posició   | Marató        |
| 2020               | Tòquio         | 2             | Marató        |
| Campionat del Món  |                |               |               |
| 2022               | Eugene         | DNF           | Marató        |
| 2023               | Budapest       | DNF           | Marató        |
| Campionat d'Europa |                |               |               |
| 2012               | Hèlsinki       | 13a posició   | 10.000m       |
| 2016               | Amsterdam      | 6a posició    | Mitja Marató  |
| 2018               | Berlín         | DNF           | Marató        |